# Arthur Peel Dawson
Arthur Peel Dawson, britanski general, * 1888, † 1958.